# 天主教布拉加總教區
天主教布拉加總教區（拉丁語：Archidioecesis Bracarensis），是羅馬天主教會以葡萄牙北部布拉加為中心的一個總主教區。下轄八個教區。
2011年，有886,300名教友，估轄區總人口91.9%，有492個堂區、231名司鐸、8名終身執事、174名修士、455名修女。現任總主教為若熱·費雷拉·達科斯塔·奧爾特加，也是葡萄牙的首席主教。
最遲在390年已有布拉加主教。最遲於1070年升為總教區。